# Stapelburg
Stapelburg is een plaats en voormalige gemeente in de Duitse deelstaat Saksen-Anhalt, en maakt deel uit van de Landkreis Harz.
Stapelburg telt 1.391 inwoners en maakte als grensdorp van 1949-1990 deel uit van de communistische DDR

## Geboren
- Manfred Zapf (1946), voetballer en voetbalcoach